# إسكندر نامه (فارسية)
إسكندر نامه أو كتاب الإسكندر أو ملحمة الإسكندر هو إنتاج شعري في تقليد قصة الإسكندر كتبه الشاعر الفارسي نظامي الكنجوي (ت. 1209) الذي يصف الإسكندر الأكبر بأنه بطل وحكيم وملك مثالي. والأكثر تفردًا هو أنه أيضًا باحث عن المعرفة ويناقش مع الفلاسفة العظماء الفلاسفة اليونانيين والهنود، ومن بينهم أفلاطون.
القصيدة هي الجزء الرابع من مخمسات نظامي، وهي مجموعة بعد وفاته تضم خمسة من أعمال نظامي الرئيسة. يتكون من قسمين رئيسين مستقلين: شرف نامه (كتاب المجد) يليه إقبال نامه (كتاب الحظ) (على الرغم من أن الأسماء معكوسة في بعض النسخ). كلاهما مكتوبان في أبيات مقفاة. في الهند، يُعرف القسمان باسم إسكندر-( أو سكندر-) ناما-يي بري وبحري على التوالي.  من المرجح أن العمل اكتمل بحلول عام 1194.

## السرد

### الملخص
يتحدث كتاب شرف نامه عن ميلاد الإسكندر، وخلافته على عرش الروم (اليونان)، وحروبه ضد الأفارقة الذين غزوا مصر، وغزوه لبلاد فارس، وزواجه من ابنة داريوس. وتتحدث الرواية أيضًا عن حج الإسكندر إلى مكة، وإقامته في القوقاز، وزيارته للملكة نوشابا من بردى وبلاطها من الأمازونيات. يغزو الإسكندر الهند والصين وأرض الروس. تنتهي شرف نامه ببحث الإسكندر عن ماء الحياة الخالدة الذي فشل.
إن كتاب إقبال نامه هو وصف للنمو الشخصي للإسكندر حتى أصبح الحاكم المثالي على نموذج مستمد في نهاية المطاف، من خلال وسطاء إسلاميين، من جمهورية أفلاطون . أجرى مناقشات مع فلاسفة يونانيين وهنود (على سبيل المثال أسدي الطوسي) وجزء كبير من النص مخصص للحوارات التي أجراها مع سبعة حكماء يونانيين. ثم يروي الشاعر قصة نهاية الإسكندر ويضيف وصفًا لظروف وفاة كل من الحكماء السبعة. إن صورة الإسكندر عند نظامي هي صورة فارس إيراني.

### نافورة الحياة
تتبع إسكندر نامه الخطوط العريضة العامة الإسكندر الأكبر في الشاهنامه، وهو نص سابق من الشعر الفارسي ألفه الفردوسي، في سرده لكيفية مواجهة الإسكندر لنافورة الحياة. أولًا، أعطى الإسكندر جوهرة للشخصية الغامضة، الخضر، وطلب منه استخدامها للمساعدة في العثور على مسطح مائي لامع. فيفعل الخضر ذلك، فيشرب من الماء حين يجده. ومن خلال ذلك، علمنا أيضًا أن الإسكندر لن يشرب كما فعل، لذا اختفى دون إخباره. في هذه المرحلة، يقدم نظامي نسخة ثانية من السرد غير مرتبطة بالشاهنامه. ويقول نظامي إن هذه الرواية مستمدة من البيزنطيين (الاسم المتأخر لليونانيين) . في هذه الرواية يرافق الخضر إلى الماء النبي إلياس. ويحملون معهم أثناء رحلتهم بعض المؤن الغذائية، بما في ذلك الخبز والسمك المملح. وعندما وجدَت السمكة الماء سقطَت فيه وعادَت إلى الحياة (يعتقد أن هذه الحادثة مرتبطة بقصة في سورة الكهف (الفصل 18) من القرآن الكريم). وعندما يرى الخضر وإلياس ما حدث للحوت، يقرران أنهما اكتشفا ماء الحياة ويبدآن بالشرب منه. وأخيرًا، يقدم نظامي نسخة ثالثة أخرى من الرواية يدعي أنها النسخة الصحيحة: كما هو الحال في النسخة الثانية، يجد الخضر وإيلياس معًا ماء الحياة ويشربان منه. يقرران مغادرة حزب الإسكندر ويذهب كل منهما في طريقه المنفصل، أحدهما يذهب إلى البحر والآخر إلى الصحراء.

## المخطوطات
غالبًا ما تكون مخطوطات إسكندر نامه مزينة بلوحات ورسومات مختلفة. وقد توصل التحليل الإحصائي إلى تحديد 127 موضوعًا في الرسوم التوضيحية لمخطوطات إسكندر نامه، من إجمالي 338 موضوعًا في مخطوطة نظامي بأكملها. الصورة الأكثر شهرة تصور الإسكندر مع دارا المحتضر، وتظهر 86 مرة. وتظهر كلمة "قايدافة" 45 مرة. تم تحديد بناء البوابات الحديدية ضد جوج وماجوج 9 مرات في التحليل، على الرغم من أننا نعرف أن النصوص ذُكرَت أكثر الآن.
إحدى مخطوطات إسكندر نامه، والتي حظيت بدراسة مخصصة، كانت قد أُنتجت في الأصل وأُهديت إلى إبراهيم سلطان من الإمبراطورية التيمورية.

## الطبعات والترجمات

### الطبعات
وقد بُذلت أول محاولة كبيرة لإنتاج طبعات نقدية للقسمين من كتاب إسكندر نامه في باكو (عاصمة أذربيجان) في عام 1947، تحت إشراف أ. أ. إليزادا (شرف نامة) وف. باباييف (إقبال ناما). إن الطبعة الأخيرة لبهروز طارفاتيان من كتاب شرف نامه (1989) تستنسخ بشكل أساسي النص والأجهزة الموجودة في طبعة باكو. ومع ذلك، فإنه يتضمن أيضًا ملاحظات توضيحية. وقد أنتج حسن وحيد دستجردي (طهران، 1937-1938)، طبعة أخرى ولكنها غير نقدية ومليئة بالأخطاء.

### الترجمات
تمت ترجمة القصيدتين بالكامل إلى الشعر الروسي على يد ك. ليبسكيروف في باكو عام 1953. هناك ترجمات نثرية روسية بقلم ي. إي. بيرتل وأ. ك. أريندز (باكو، 1983). كما قام ويلبرفورس كلارك في عام 1881 بإنشاء ترجمة نثرية إنجليزية لكتاب "شرف نامه"، مصحوبة بمقتطفات موسعة من المعلقين الهنود، على الرغم من أن هذه الترجمة يصعب قراءتها وحرفية للغاية. كتب ج. كريستوف بورجيل إعادة صياغة نثرية ألمانية حرة لكلا القسمين، باستثناء أجزاء من المقدمات والخاتمات، على الرغم من أنها تعاني من عيب بسبب اعتمادها على طبعة داستجردي.

## أسلاف الأدب
في نهاية المطاف، تنتمي إسكندرنامه إلى نوع الأدب الذي نشأ في قصة الإسكندر اليونانية في القرن الثالث والتي ألفها كاليسثينيس الزائف. ربما تمت ترجمة هذا النوع إلى البهلوية (اللغة الفارسية المتوسطة قبل) من النسخة السريانية، على الرغم من أن هذه النظرية التي اقترحها ثيودور نولدكه لأول مرة ليست مقبولة عالميًا بين المؤرخين.
لقد تأثر كتاب إسكندر نامه بشكل كبير بكتاب الشاهنامه للفردوسي. لقد زودت الشاهنامة نظامي بالخطوط العريضة لدورة الإسكندر، كما قام نظامي بتطوير الأفكار الأولية في كتابات الفردوسي التي تقول بأن الأخلاق ما قبل الإسلامية كانت متجسدة في الإسكندر الأكبر. لذلك، تم تصوير الإسكندر باعتباره نبيًا على الطريق الصالح الذي أقره الله.

## الإرث والتأثير

### التأثير على أساطير الإسكندر اللاحقة
أمير خسرو، الشاعر والباحث الفارسي في القرنين الثالث عشر والرابع عشر، قام بصياغة المثنوي الرابع من كتابه "خمسة خسرو " والذي يسمى المرأة الإسكندرية. على الرغم من أن نظامي يصور الإسكندر على أنه نبي وفيلسوف، إلا أن خسرو يصوره مغامرًا وعالمًا.
ومن بين تأثير نظامي كتاب خراد نامه ( كتاب الاستخبارات الإسكندرية ) لجامي  وسد إسكندري ( سور الإسكندر) لعلي شير نوائي.
كان لعمل نظامي أيضًا تأثيرًا كبيرًا على الأدب الهندي الفارسي.

### الترجمات
تمت ترجمة كتاب إسكندر نامه لنظامي إلى الأردية ثلاث مرات في القرن التاسع عشر: بواسطة منشي أعظم علي في عام 1849، ثم بواسطة غلام حيدر في عام 1878 تحت عنوان غولداسته شجعت ، وأخيرًا بواسطة بالك رام جوهر في عام 1896. وقد ترجمها إلى اللغة السندية غلام محمد في عام 1873. وترجمها إلى اللغة الكشميرية مولوي صديق الله في وقت ما قبل عام 1910.

## طالع أيضًا
- حديث ذو القرنين
- قرون الإسكندر